# 彭蕾
彭蕾（英語：Peng Lei或Lucy Peng，1971年—）是阿里巴巴集團創始人之一，曾任蚂蚁金服首席执行官。

## 生平
1971年出生在重庆万州，曾经就读于万州第二高级中学，1994年畢業於浙江工商大學杭州商學院，主修工商管理專業，畢業後於浙江省財經學院從事教師工作5年。她自2010年1月起同時擔任支付寶首席執行官，負責加強支付寶與阿里巴巴集團旗下其他子公司的合作、整合，並協助支付寶增強客戶體驗。2013年3月7日消息，阿里巴巴集團今日下午正式對外宣布任命彭蕾出任阿里小微金融服務集團（籌）CEO，負責阿里系所有為小微企業和消費者服務的金融創新業務。
2018年4月，彭蕾不再担任蚂蚁金服董事长一职，其职务由井贤栋接任。

## 成就
彭蕾獲選為富比世雜誌2016年最具影響力之女強人之第三十五名，且是亞洲區第十七名有影響力之女強人。